# Erythmelus superbus
Erythmelus superbus är en stekelart som beskrevs av Girault 1920. Erythmelus superbus ingår i släktet Erythmelus och familjen dvärgsteklar. Inga underarter finns listade i Catalogue of Life.